# Iowa (rzeka)
Iowa (ang. Iowa River) – rzeka w amerykańskim stanie Iowa, dopływ rzeki Missisipi. Jej długość wynosi 520 km.

## Galeria

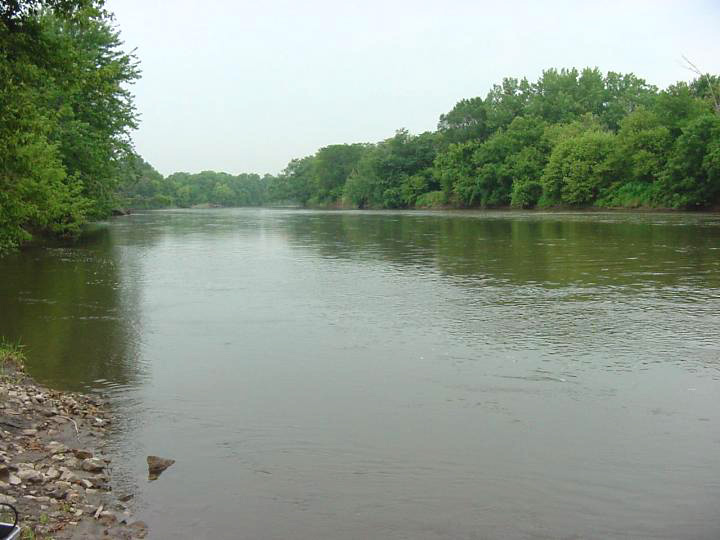
Iowa River w pobliżu Marshalltown
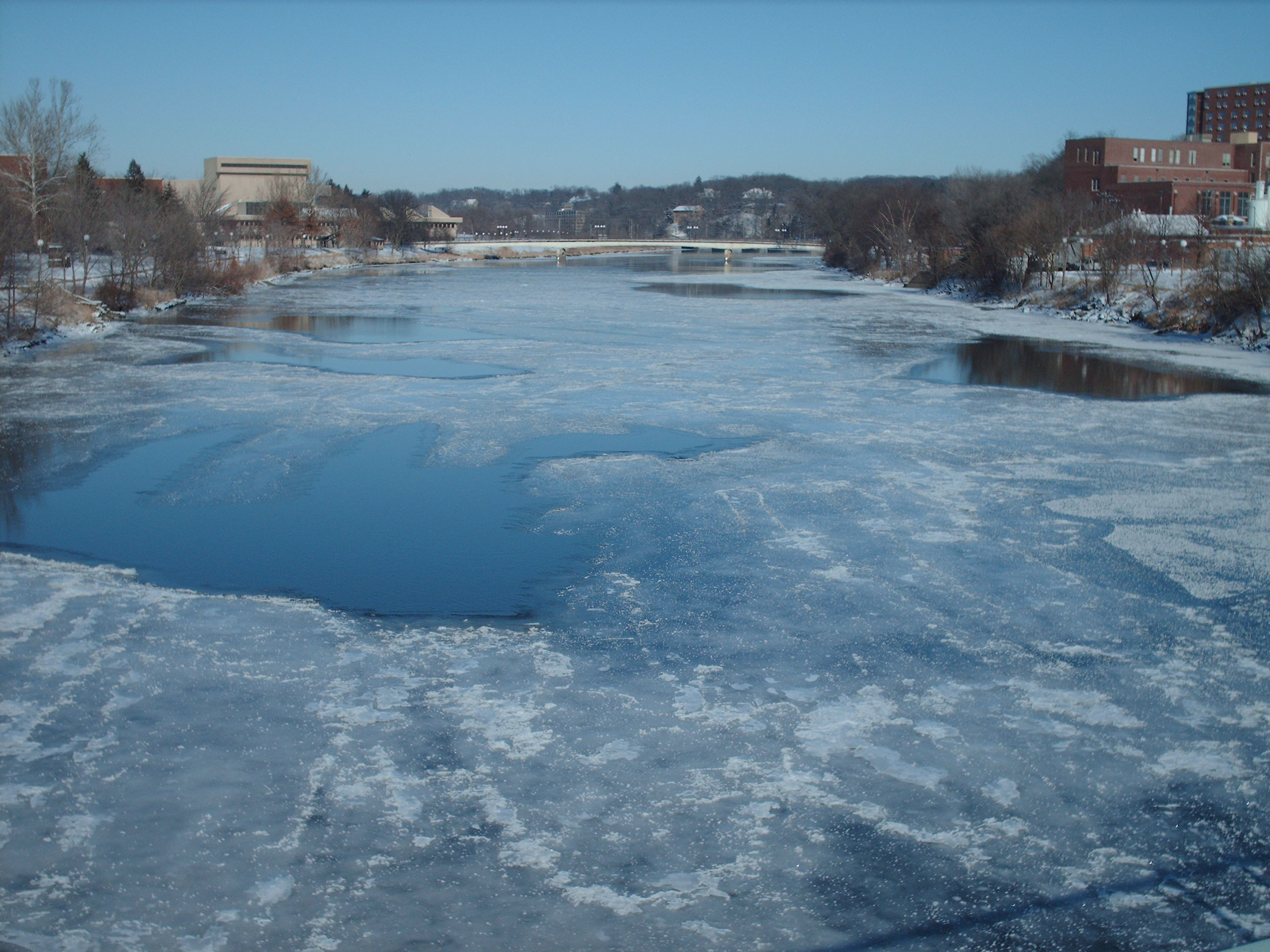
Rzeka Iowa zimą, widziana z kampusu University of Iowa
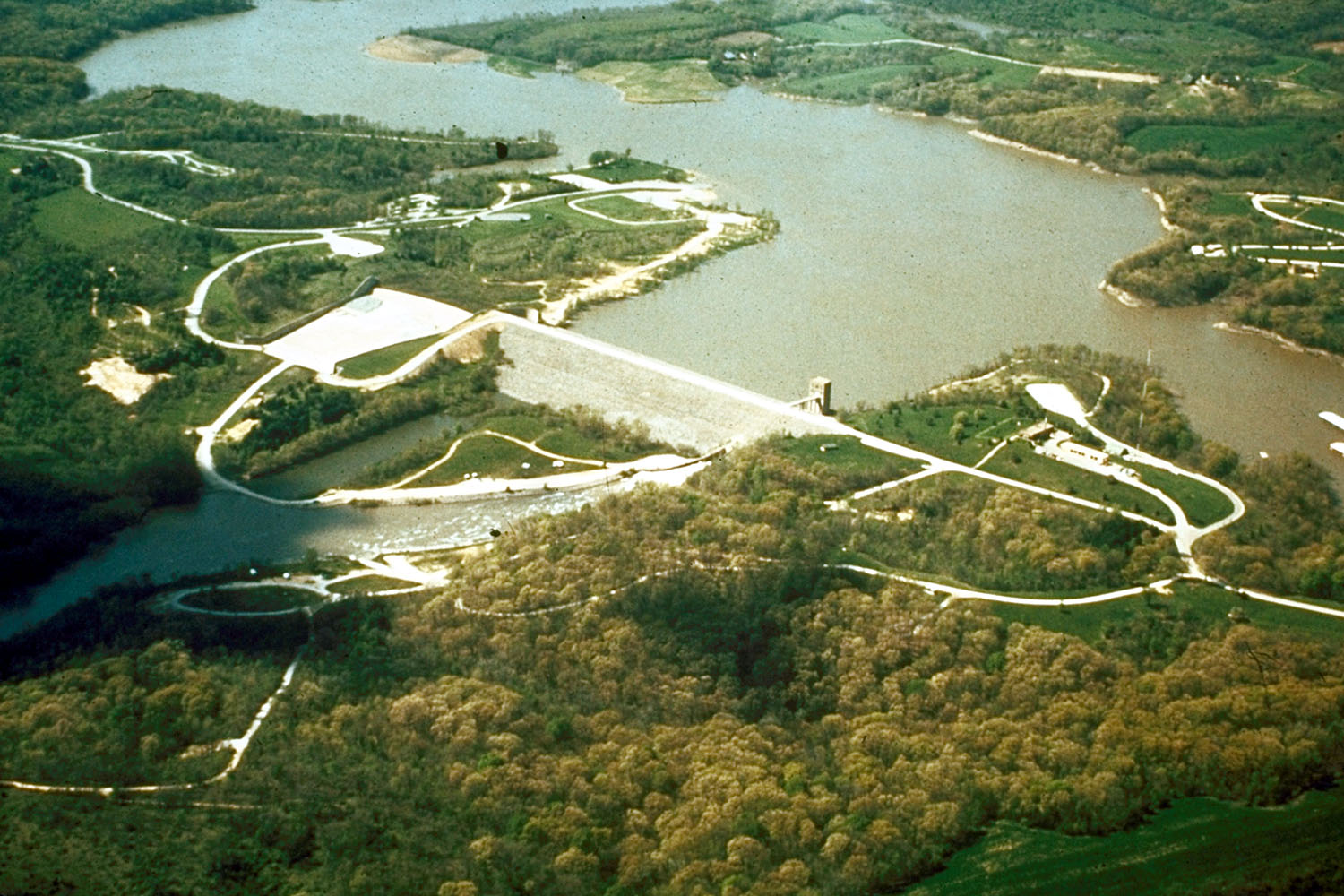
Zapora Coralville (Coralville Dam) i zbiornik na rzece Iowa w pobliżu Coralville, Iowa